# SC Einheit Dresden (Fußball)

Vereinslogo

Der SC Einheit Dresden war die Sektion Fußball des Sportclubs Einheit Dresden. Er bestand von 1954 bis 1966. Vorgängerin war die BSG Rotation Dresden, Nachfolger der FSV Lokomotive Dresden. Der größte Erfolg war der FDGB-Pokalsieg 1958.

## Strukturentwicklung
Der Sportclub Einheit war am 20. November 1954 als Schwerpunktclub der zentralen Sportvereinigung Einheit gegründet worden und vereinigte neben Fußball alle populären Sportarten. Die Fußballsektion wurde aus den Mannschaften der Betriebssportgemeinschaft Rotation Dresden gebildet, deren 1. Mannschaft seit 1950 in der Oberliga spielte. Spielstätte war das Dresdner Heinz-Steyer-Stadion. 

## Sportlicher Werdegang

### BSG Sachsenverlag / BSG Rotation
1948 wurde die BSG Sachsenverlag Dresden gegründet. Sie begann in der Kreisklasse Dresden und stieg dann in die Bezirksklasse Dresden auf.
Durch den zwangsweisen Anschluss des sächsischen Landesmeisters SG Mickten am 1. Mai 1950 
konnte sich die BSG Sachsenverlag sogar für die Oberliga qualifizieren. Dort wurde sie im Januar 1951 in BSG Rotation umbenannt und erreichte am Ende der Saison einen 12. Platz. In der nächsten Saison 1951/52 gelang sogar ein vierter Platz, mit nur zwei Punkten Rückstand zum Meister und Lokalrivalen SG Deutsche Volkspolizei Dresden. Zu den Leistungsträgern gehörten die Routiniers Fritz Ritter, Kurt Hoegg, Heinz Berner sowie die jüngeren Heinz Nicklich, Felix Vogel und Eberhard Petersohn, die alle von der SG Mickten gekommen waren. 
Auch in der Saison 1952/53 wurde ein guter 4. Platz belegt. Die Angriffsreihe Prenzel, Vogel, Arlt, Müller und Petersohn, die sich im Verlauf der Spielzeit den Titel „Wundersturm“ verdiente, erzielte die meisten Tore der Oberliga mit 65 Toren. Harry Arlt wurde mit 26 Toren Torschützenkönig der Meisterschaft. 1953/54 wurde die Mannschaft 7. Am 14. November 1954 wurde das letzte Spiel mit dem alten Namen bestritten.

### Umbenennung in SC Einheit
Am Sonntag, dem 21. November 1954 trat die Mannschaft beim Auswärtsspiel bei Vorwärts Berlin erstmals als SC Einheit Dresden auf. (Zu Ehren dieses Spiels lief genau 60 Jahre später am 21. November 2014 der Nachfolgeverein Dresdner SC 1898 mit einem Jubiläums-Sondertrikot im Stil des 54er-Trikots im Landesklasse-Spiel gegen den Radebeuler BC auf und verlor im Heinz-Steyer-Stadion ebenso mit 1:3.)
Die Mannschaft schloss die Saison 1954/55 mit einem guten vierten Platz ab. Seit Dezember 1954 war sie der einzige Dresdner Oberligavertreter, da die Mannschaft des Lokalrivalen Dynamo zum SC Dynamo Berlin verlegt worden war. 
Der neue Trainer Hans Siegert verstand es, Neuzugänge wie Torwart Großstück, Mittelfeldspieler Hansen und Stürmer Knappe erfolgreich zu integrieren, sodass der SC Einheit in den folgenden Jahren einen sicheren Platz in der Oberliga halten konnte. Unter seiner Führung wurden Wolfgang Großstück und Wolfgang Pfeifer Nationalspieler.

### FDGB-Pokalsieger 1958

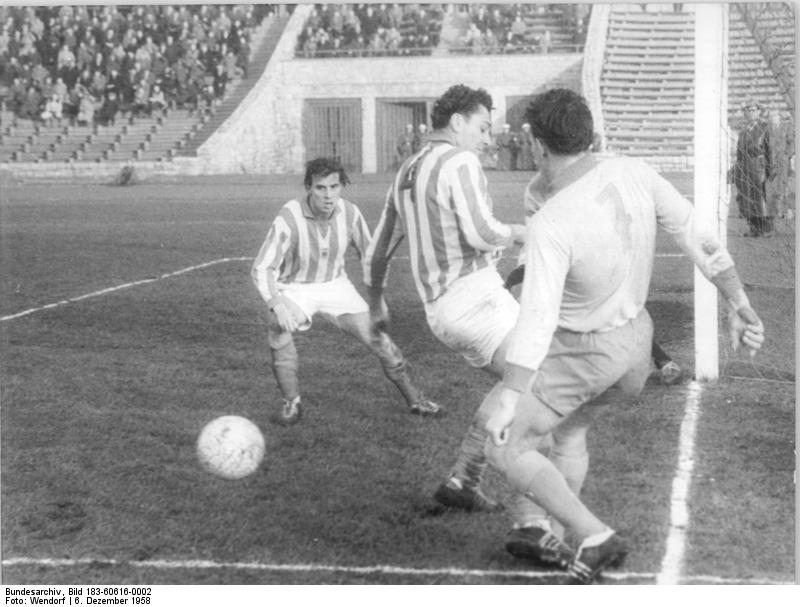
Viertelfinale Vorwärts Berlin – SC Einheit Dresden 1:3

1958 errang der SC Einheit Dresden den größten Erfolg seiner Fußballgeschichte und wurde FDGB-Pokalsieger. Nach einem überraschenden 3:1-Sieg im Viertelfinale beim frischgebackenen DDR-Meister Vorwärts Berlin hatten die Dresdner das Finale erreicht. Am 14. Dezember 1958 trafen sie in Cottbus auf den SC Lok Leipzig und gewannen mit 2:1 nach Verlängerung. Die Tore für Einheit Dresden schossen Wolfgang Pfeifer (1:1, 68.) und der Leipziger Söllner mit einem Eigentor (113.). 
Die Dresdner spielten mit folgender Mannschaft:
| Wolfgang Großstück (26 Jahre) Christoph Albig (33), Gerd Losert (23), Werner Jochmann (32) Wolfgang Pfeifer (23), Manfred Hansen (22) Lothar Müller (28), Horst Walter (29), Felix Vogel (30), Gottfried Matthes (20), Eberhard Petersohn (30)* *Bodo Knappe (23) |

### Abstieg nach 14 Jahren Oberliga
Aus der siegreichen Mannschaft verließen in den nächsten Jahren Albig, Müller, Matthes und Petersohn den Sportclub und Gottfried Eisler löste 1960 Siegert als Trainer ab. Trotz des Aderlasses gelang es Eisler, der die Dresdner als Drittletzter der Saison 1959 übernommen hatte, auch noch 1960 den Klassenerhalt zu sichern. 
In der Saison 1961/62, die nach Umstellung der Spielzeit vom Kalenderjahr auf den Herbst-Sommer-Rhythmus über 39 Runden ging, kämpfte Einheit wieder gegen den Abstieg, und Eisler wurde gegen Heinz Seifert ausgetauscht. Obwohl aus der Pokalsiegermannschaft noch die ehemaligen Nationalspieler Großstück und Pfeifer, sowie Walter, Felix Vogel, Jochmann, Hansen und Losert in der Mannschaft standen, konnte auch der neue Trainer den Abstieg nach 14-jähriger Oberligazugehörigkeit nicht vermeiden. Mit nur neun Siegen und einem Torverhältnis von 48:73 stieg Einheit Dresden in die DDR-Liga ab.

### Zweitligist
In den nächsten Jahren verließen Routiniers wie Werner Jochmann (291 Oberligaspiele), Felix Vogel (246), Wolfgang Pfeifer (177), Wolfgang Großstück (128) und Manfred Hansen (108) meist aus Altersgründen den Club, sodass an einen schnellen Wiederaufstieg nicht zu denken war. Felix Vogel hatte das Traineramt übernommen und war in den ersten beiden Jahren mit den Plätzen 3 und 2 noch nahe am Aufstieg, die Saison 1964/65 wurde jedoch nur mit Platz 7 abgeschlossen. 

### Ausgliederung
Im Dezember 1965 und Januar 1966 wurden neue Fußballclubs in der DDR gegründet. Sie wurden aus den bisherigen Sportclubs herausgelöst. 
In Dresden verlief dieser Vorgang in eine andere Richtung. Auch die SG Dynamo Dresden machte sich Hoffnung auf eine Umwandlung in einen Fußballclub, doch der Chef des DDR-Staatssicherheitsdienstes Erich Mielke wollte neben seinem Berliner FC Dynamo keine Konkurrenz im eigenen Dynamolager dulden. Er einigte sich schließlich mit der DDR-Sportführung, dass die SG Dynamo Dresden zur Schwerpunktgemeinschaft des Bezirkes Dresden erhoben wurde – zu Lasten des SC Einheit.
Trotzdem wurde die Fußballsektion aus dem SC Einheit ausgegliedert. So wurde am 6. Januar 1966 die Fußballspielvereinigung (FSV) Lokomotive Dresden gegründet.

### Platzierungen
Der SC Einheit Dresden erreichte zwischen 1954/55 und 1964/65 diese Platzierungen.
Meisterschaften
| Saison    | Liga                   | Platz | Spiele | Tore  | Punkte | Zuschauer | Bemerkungen            |
| --------- | ---------------------- | ----- | ------ | ----- | ------ | --------- | ---------------------- |
| 1954/1955 | Oberliga               | 4.    | 26     | 64:55 | 29-23  | 15.346    | [ 5 ]                  |
| 1955      | Oberliga (inoffiziell) | 12.   | 13     | 21:24 | 8-18   | 14.000    | Übergangssaison        |
| 1956      | Oberliga               | 5.    | 26     | 50:46 | 26-26  | 18.076    |                        |
| 1957      | Oberliga               | 8.    | 26     | 40:44 | 25-27  | 14.923    |                        |
| 1958      | Oberliga               | 5.    | 26     | 38:39 | 28-24  | 12.923    | FDGB-Pokalsieger       |
| 1959      | Oberliga               | 12.   | 26     | 23:42 | 19-33  | 16.077    |                        |
| 1960      | Oberliga               | 12.   | 26     | 30:51 | 21-31  | 12.654    |                        |
| 1961/62   | Oberliga               | 13.   | 39     | 48:73 | 32-46  | 12.346    | anderthalbfache Saison |
| 1962/1963 | DDR-Liga Süd           | 3.    | 26     | 47:28 | 34-18  | 4.223     |                        |
| 1963/1964 | DDR-Liga Süd           | 2.    | 30     | 49:35 | 36-24  | 5.453     |                        |
| 1964/1965 | DDR-Liga Süd           | 7.    | 30     | 42:38 | 32-28  | 2.870     |                        |

FDGB-Pokal
- 1954/55 1. Hauptrunde
- 1956 Viertelfinale
- 1957 1. Hauptrunde
- 1958 Pokalsieger
- 1959 2. Hauptrunde
- 1960 1. Hauptrunde
- 1961/62 Achtelfinale
- 1962/63 Achtelfinale
- 1963/64 1. Hauptrunde
- 1964/65 1. Hauptrunde

## Personen
- Rekordeinsätze (Oberligaspiele)
  - 291 – Werner Jochmann
  - 246 – Felix Vogel
  - 206 – Eberhard Petersohn
  - 194 – Werner Prenzel
  - 188 – Lothar Müller
  - 177 – Christoph Albig
  - 177 – Wolfgang Pfeifer
  - 147 – Fritz Ritter
  - 139 – Harry Arlt
  - 128 – Wolfgang Großstück

- Rekordtorschützen
  - 72 – Felix Vogel
  - 68 – Harry Arlt
  - 53 – Eberhard Petersohn
  - 50 – Werner Prenzel
  - 45 – Heinz Nicklich
  - 44 – Lothar Müller

- Nationalspieler
  - 2× – Wolfgang Pfeifer (1958–1959)
  - 1× – Wolfgang Großstück (1958)
  - 1× – Horst Walter (1962)